# Crank Yankers – Falsch verbunden!
Crank Yankers – Falsch verbunden! ist eine US-amerikanische Comedyshow, die von 2002 bis 2005 für Comedy Central und bis 2007 von MTV für MTV2 produziert wurde.
In der Show werden reale Telefonstreiche mit Puppen nachgespielt. In Deutschland lief die Sendung mit deutschem Untertitel vorläufig auf MTV und seit Januar 2007 auf dem Sender Comedy Central, teilweise synchronisiert.

## Episoden
| Staffel | Episoden | Originalveröffentlichung | Originalveröffentlichung | Originalveröffentlichung |
| Staffel | Episoden | Premiere                 | Finale                   | Plattform                |
| ------- | -------- | ------------------------ | ------------------------ | ------------------------ |
| 1       | 10       | 02. Juni 2002            | 04. Aug. 2002            | Comedy Central           |
| 2       | 30       | 04. März 2003            | 13. Apri. 2004           | Comedy Central           |
| 3       | 22       | 20. Juli 2004            | 30. Mär. 2005            | Comedy Central           |
| 4       | 8        | 09. Feb. 2007            | 30. März 2007            | MTV2                     |
| 5       | 20       | 25. Sep. 2019            | 03. Juni 2020            | Comedy Central           |
| 6       | 20       | 05. Mai 2021             | 03. Aug. 2022            | Comedy Central           |